# Alexandra Putra
Alexandra Putra (Olsztyn, 20 settembre 1986) è una nuotatrice francese.
Specializzata nel dorso, ha vinto una medaglia d'oro alle Europei in vasca corta di Fiume 2008.
Ha partecipato alle Olimpiadi di Atene 2004, fermandosi alle batterie dei 100 m e 200 m dorso.

## Palmarès
- Europei in vasca corta

Fiume 2008: oro nei 200m dorso.
- Giochi del Mediterraneo

Almería 2005: oro nei 100m dorso e nella 4x100m misti e bronzo nei 200m dorso.